# Morchard Bishop
Morchard Bishop – wieś w Anglii, w hrabstwie Devon, w dystrykcie Mid Devon. Leży 21 km na północny zachód od miasta Exeter i 264 km na zachód od Londynu. W 2001 miejscowość liczyła 975 mieszkańców.